# Hey Now (Martin Solveig e The Cataracs)
Hey Now  è un singolo del disc jockey francese Martin Solveig e del duo statunitense The Cataracs in collaborazione col rapper statunitense Kyle, pubblicato il 27 maggio 2013.

## Tracce
Download digitale
1. Hey Now (Single mix) – 3:07 (Kyle Harvey, Martin Solveig, Niles Dhar, Petros Anastos-Prastacos)

## Classifiche

### Classifiche settimanali
| Classifica (2013) | Posizione massima |
| ----------------- | ----------------- |
| Austria           | 8                 |
| Belgio (Fiandre)  | 31                |
| Belgio (Vallonia) | 43                |
| Francia           | 55                |
| Germania          | 10                |
| Irlanda           | 8                 |
| Svizzera          | 38                |

### Classifiche di fine anno
| Classifica (2013) | Posizione |
| ----------------- | --------- |
| Austria           | 60        |
| Germania          | 81        |